# Battaglia del cratere
La battaglia del cratere (in inglese Battle of the Crater), è stato un combattimento della guerra di secessione americana, che costituiva una delle operazioni dell'assedio di Petersburg. Venne combattuta il 30 luglio del 1864, tra l'Armata Confederata della Virginia Settentrionale, guidata dal generale Robert E. Lee e l'Armata del Potomac, diretta dal Mag. Gen. George G. Meade (sotto la supervisione diretta del generale-in-capo, Ten. Gen. Ulysses S. Grant).

## Preludio alla battaglia
Durante l'assedio di Petersburg (Virginia), le armate erano allineate lungo una serie di posizioni fortificate e trincee, per una distanza superiore ai 32 km, che si estendeva dal vecchio campo di battaglia di Cold Harbor, nei pressi di Richmond fino ad aree a sud di Petersburg.
Dopo che il generale Lee aveva messo in scacco Grant nel suo tentativo di conquistare Petersburg il 15 giugno, la battaglia andò incontro ad una stasi. Grant aveva imparato una dura lezione nella battaglia di Cold Harbor, dove Lee aveva dimostrato la sua grande capacità di dirigere la resistenza in posizioni fortificate e si stava facendo portare alla completa inattività per via delle trincee e fortini in cui Lee l'aveva confinato. Finalmente, il Ten. Col. Henry Pleasants, che comandava il 48º Reggimento di fanteria della Pennsylvania, del Mag. Gen. Ambrose E. Burnside (IX Corpo), propose una tattica innovativa per risolvere questo problema.
Pleasants, che nella vita civile era stato un ingegnere minerario della Pennsylvania, propose di scavare un lungo condotto minerario sotto le linee dell'Esercito confederato e di piazzare cariche esplosive direttamente sotto un forte (Elliott's Salient) nel bel mezzo della linea del I Corpo confederato. Se avesse avuto successo, questa procedura non soltanto avrebbe ucciso tutti i difensori nella zona, ma avrebbe aperto un varco nelle difese dei Confederati. Se l'esercito unionista fosse riuscito a tracimare per la breccia ed a penetrare nell'area alle spalle dei Confederati, la città di Petersburg sarebbe caduta in mani unioniste. Burnside, che aveva subito un grave smacco dopo la sconfitta del 1862 nella battaglia di Fredericksburg, diede il via libera a Pleasants, in modo da ripristinare la propria reputazione grazie a questa tattica innovativa.

## Costruzione della galleria

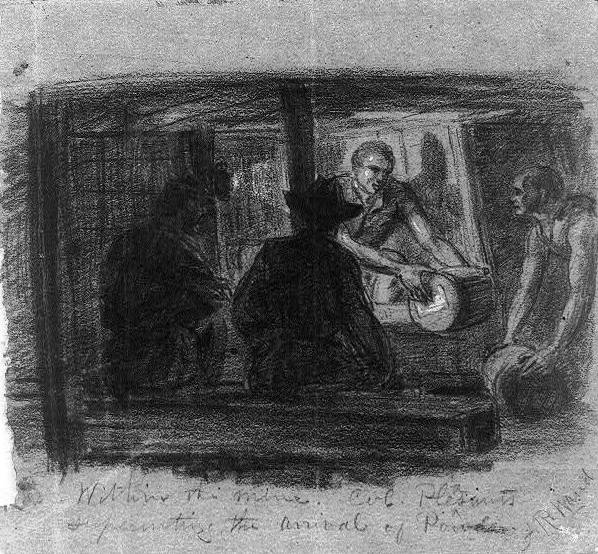
Uno schizzo contemporaneo che mostra il Colonnello Pleasant mentre supervisiona gli scavi della galleria.

Gli scavi cominciarono nel tardo giugno, e sia Grant sia Meade lo consideravano "un modo per tenere occupati gli uomini" e dubitarono che avesse alcun valore strategico. Presto persero interesse e poco dopo Pleasants si ritrovò con pochi materiali per il progetto: addirittura i suoi soldati dovevano cercarsi il legname per sostenere la struttura. Comunque il lavoro progrediva con costanza. La terra veniva rimossa a mano e portata via in slitte improvvisate fatte da scatole di gallette con maniglie posticce, mentre le pareti e il tetto della miniera vennero rivestite con legname proveniente da un mulino abbandonato e dall'abbattimento di un vecchio ponte.
La galleria procedeva verso l'alto, elevandosi mentre si muoveva lungo le linee confederate in modo da evitare l'allagamento terminale del fronte della miniera, e si pompava aria fresca grazie a un ingegnoso sistema di scambio d'aria nei pressi dell'entrata; i minatori mantenevano un fuoco acceso alla base di un condotto di ventilazione, che emergeva dietro le linee dell'Unione. Un condotto in legno correva per l'intera lunghezza del tunnel. Il fuoco riscaldava l'aria ristagnante, forzandola nel condotto di ventilazione e dunque fuori dalla miniera. Il vuoto risultante aspirava aria dall'entrata, e la portava nel dotto di legno verso il punto dove i minatori scavavano. In questo modo si riusciva anche a mascherare l'entrata del tunnel, ed il progresso degli scavi.
Il 17 luglio lo scavo aveva raggiunto le linee confederate. Presto cominciarono a circolare voci, che raggiunsero i Confederati, sulla costruzione di una galleria, ma Lee si rifiutò dar credito alla cosa, o almeno di darle alcuna importanza almeno per due settimane prima di cominciare i lavori di "contro-scavo", che furono casuali, superficiali e scoordinati e che non permisero di scoprire la miniera. Il generale John Pegram, le cui batterie di cannoni erano sopra il sito dell'esplosione, prese sul serio la minaccia, ed ordinò la costruzione di una nuova linea di trincee ed il ricollocamento delle postazioni di artiglieria molto dietro alla linea originale.
La galleria aveva la forma di una "T". Il condotto di avvicinamento era lungo circa 156 metri, iniziava in un'area depressa alla base di un'altura e finiva più di 15 metri sotto la batteria di cannoni dei Confederati, rendendo la sua scoperta difficile da parte di questi ultimi. L'entrata al tunnel era larga circa un metro ed alta circa un metro e mezzo. Alla fine, si estendeva una galleria perpendicolare, lunga 23 m in ciascuna direzione. I generali Grant e Meade decisero improvvisamente di utilizzare la galleria tre giorni dopo il suo completamento, dopo un fallito attacco noto successivamente come la prima battaglia di Deep Bottom. Le armate unioniste riempirono la galleria con 320 fusti di polvere da sparo, cioè circa 3 600 kg (8 000 libbre). Gli esplosivi si trovavano all'incirca 6 metri sotto il fortino e le linee dei confederati e lo spazio vuoto della T venne riempito con una dozzina di metri di terra compressa nella galleria principale, in modo da prevenire che l'onda esplosiva potesse fuoriuscire dalla bocca della miniera, investendo gli unionisti.
Il 28 luglio la gigantesca mina venne armata.

## Sviluppo della battaglia

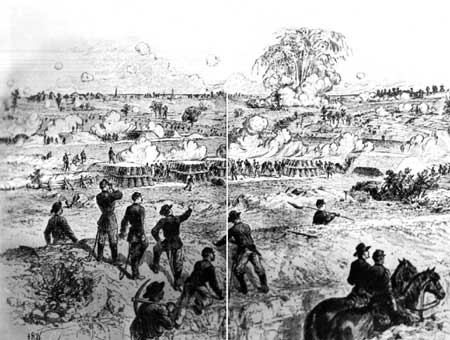
Disegno dell'esplosione vista dalle linee unioniste.

La mattina del 30 luglio 1864 la miccia venne accesa, ma, come nel resto del tunnel, Pleasants aveva a disposizione della miccia di qualità scadente che i suoi uomini dovevano congiungere. Così, all'ora prevista non ci fu nessuna esplosione. Due volontari del 48º Reggimento (il ten. Jacob Douty e il serg. Harry Reese) strisciarono allora nel tunnel, e dopo aver scoperto che la miccia si era spenta ad uno dei nodi la rimpiazzarono con una nuova più lunga e la riaccesero. Finalmente alle 4 e 44 del mattino, la carica esplose con una tempesta di terra, uomini ed armi. Si formò un cratere che è tuttora visibile: lungo 52 metri, largo 24 e profondo 9,1 metri. Nella sola esplosione morirono tra i 250 (o 280) e i 350 soldati Confederati.
Il piano dell'Unione era quello di sfruttare l'esplosione per mandare le truppe afro-americane di Ferrero, che erano state addestrate per muoversi attorno ai bordi del cratere, attraverso il varco creato, per aprirsi poi a ventaglio ed attaccare gli obiettivi strategici nelle retrovie confederate.
Il piano venne pregiudicato a causa dell'interferenza di Meade il giorno prima della battaglia. Burnside aveva addestrato una divisione di truppe di colore (USCT) del brig. gen. Edward Ferrero a condurre l'assalto. Erano stati preparati a muoversi intorno alla cima del cratere per poi disperdersi e fare breccia tra le linee dei Confederati, quindi altre due divisioni di Burnside, formate da truppe bianche, sarebbero andate in supporto di Ferrero e alla volta di Petersburg.
Meade, che non aveva fiducia nell'operazione, ordinò a Burnside di non usare le truppe nere nella testa dell'assalto, credendo che sarebbe fallito e che i soldati neri sarebbero morti invano, creando ripercussioni politiche nel Nord. Burnside protestò con il generale Grant, che però era d'accordo con Meade, così selezionò una divisione bianca di rimpiazzo formata estraendo il comandante a caso. Fu scelto il Brigadier Generale della 1ª divisione, James H. Ledlie, ma questi fallì nel dirigere i suoi uomini e durante la battaglia fu dichiarato ubriaco e incapace di comandare (Ledlie sarebbe stato poi congedato per il suo comportamento).
Subito dopo l'esplosione, le truppe confederate furono troppo costernate per aprire il fuoco verso gli unionisti per circa 15 minuti. Tuttavia, l'impreparata divisione bianca di Ledlie attese, secondo alcune testimonianze, circa 10 minuti prima di uscire dalle proprie trincee e iniziare l'assalto. I ponticelli di legno che avrebbero dovuto facilitare l'attraversamento della trincea non erano stati posti, e i soldati dovettero scalare fuori dalla trincea per arrivare nella "terra di nessuno". Giunti al cratere, invece di aggirarlo come era stato previsto nell'addestramento delle truppe nere, i soldati di Ledlie pensarono che potesse essere utilizzato come una sicura trincea in cui ripararsi, così vi entrarono sprecando tempo prezioso mentre i Confederati, guidati dal Magg. Gen. William Mahone riunivano il maggior numero di truppe possibile per un contrattacco. In un'ora si riunirono attorno al cratere e cominciarono a fare fuoco dentro di esso con fucili ed artiglieria. Mahone descrisse quest'episodio come un "tiro al tacchino" (turkey shoot). Il piano fallì ma Burnside, invece di evitare altre perdite, mandò all'attacco gli uomini di Ferrero; nelle ore successive i soldati di Mahone e quelli del Magg. Gen. Bushrod Johnson sterminarono il IX Corpo che provava a scappare dal cratere. Altre truppe dell'Unione avanzarono sulla parte posteriore destra del cratere fino al terrapieno e assalirono le linee dei Confederati facendole arretrare in una lotta corpo a corpo che durò molte ore. I Confederati di Mahone si spostarono rapidamente fuori da un avvallamento della terra di circa 180 metri dalla parte destra degli Unionisti. Questa carica riconquistò il terrapieno e respinse gli unionisti indietro, verso est.

## Conseguenze

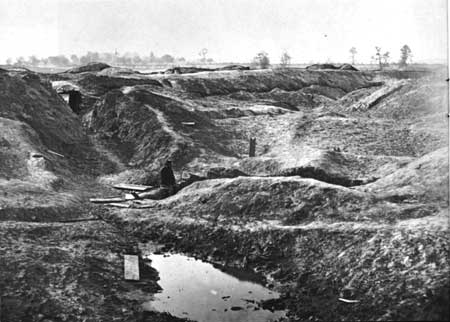
Soldati unionisti esaminano il Cratere nel 1865.

I Confederati persero 1 032 uomini nella battaglia, mentre l'Unione ne perse circa 5 300, la metà dalla divisione di Ferrero. I Confederati catturarono prigionieri 500 soldati dell'Unione. Sia i feriti di pelle bianca, sia quelli di pelle nera furono portati all'ospedale dei Confederati che si trova a "Poplar Lawn" a Petersburg. Burnside venne rimosso dal comando. Anche se altrettanto colpevole per la disfatta come Burnside, Meade sfuggì alla censura. A Mahone invece, la vittoria, ottenuta in gran parte grazie ai suoi sforzi nel sostenere gli uomini di Johnson scossi e frastornati dall'esplosione, fece guadagnare una duratura reputazione come uno dei migliori giovani generali dell'armata di Lee negli ultimi anni della guerra.
Grant scrisse al Capo di Stato Maggiore H.W. Halleck: "Si tratta della questione più triste a cui abbia assistito nel corso di questa guerra". Raccontò a Halleck che mai come allora "mi venne concessa una simile opportunità di conquistare delle fortificazioni, come non avevo mai visto e che non penso potrò avere più occasione di fare di nuovo". Pleasants, che non ebbe un ruolo direttivo nel corso dello svolgimento della battaglia, ricevette un encomio per la sua idea e per la sua esecuzione. Quando ricevette il grado di brigadiere generale il 13 marzo 1865, venne fatta esplicita menzione del suo ruolo nell'esplosione.
Nonostante la battaglia fosse stata una vittoria tattica dei Confederati, la situazione strategica nel Teatro Operativo Orientale rimase uguale. I due eserciti rimanevano nelle loro trincee e l'assedio continuò.

## Sito archeologico
L'area della battaglia del cratere è una parte del Petersburg National Battlefield Park molto frequentata. L'entrata della miniera è annualmente aperta per delle visite durante l'anniversario della battaglia. Esistono aree incavate, residui del crollo della galleria e dei pozzi di aerazione che si estendono a forma di "T" verso la fine. Il parco include diversi altri siti, principalmente quelli che furono una porzione delle linee degli unionisti attorno a Petersburg.

## La battaglia del cratere nella cultura di massa
- "Ritorno a Cold Mountain", film del regista Anthony Minghella del 2003, che si basa sul romanzo di Charles Frazier, presenta tra l'altro, nei minuti iniziali della pellicola, una drammatica ricostruzione della "Battle of the Crater".

## Fonti
- (EN) National Park Service battle description, su cr.nps.gov. URL consultato l'11 marzo 2008 (archiviato dall'url originale il 9 settembre 2005).
- (EN) NPS online book on the Crater, su cr.nps.gov.
- (EN)  Catton, Bruce, A Stillness at Appomattox, Doubleday and Company, 1953, ISBN 0-385-04451-8.
- (EN)  Catton, Bruce, Grant Takes Command, Little, Brown & Co., 1968, ISBN 0-316-13210-1.
- (EN)  Corrigan, Jim, The 48th Pennsylvania in the Battle of the Crater: A Regiment of Coal Miners Who Tunneled Under the Enemy, McFarland & Company, 2006, ISBN 0-7864-2475-3.
- (EN)  Davis, William C., and the Editors of Time-Life Books, Death in the Trenches: Grant at Petersburg, Time-Life Books, 1986, ISBN 0-8094-4776-2.
- (EN)  Eicher, David J., The Longest Night: A Military History of the Civil War, Simon & Schuster, 2001, ISBN 0-684-84944-5.
- (EN)  Johnson, Robert Underwood, and Buel, Clarence C. (eds.), Battles and Leaders of the Civil War Archiviato il 12 dicembre 2008 in Internet Archive., Century Co., 1884-1888.